# Чоловік і жінка (фільм, 1917)
Чоловік і жінка (англ. A Man and the Woman) — американський кінофільм режисера Герберта Блаше 1917 року.

## У ролях
- Едіт Хеллор — Агнес ван Сайден
- Леслі Остін — Джеймс Дункан
- Керк Браун — містер ван Сайден
- Заді Бербанк — місіс ван Сайден
- Лорна Волар — дитина
- Гаррісон Фергюсон — секретар
- Гарріет Томпсон — покоївка
- місіс Міллер — няня
- Іоланда Дукетт — міс